# خورای، قوسار
خورای (به ترکی آذربایجانی: Xuray) یک منطقه مسکونی در جمهوری آذربایجان است که در شهرستان قوسار واقع شده‌است. خورای ۷۱۱ نفر جمعیت دارد.

## نگارخانه

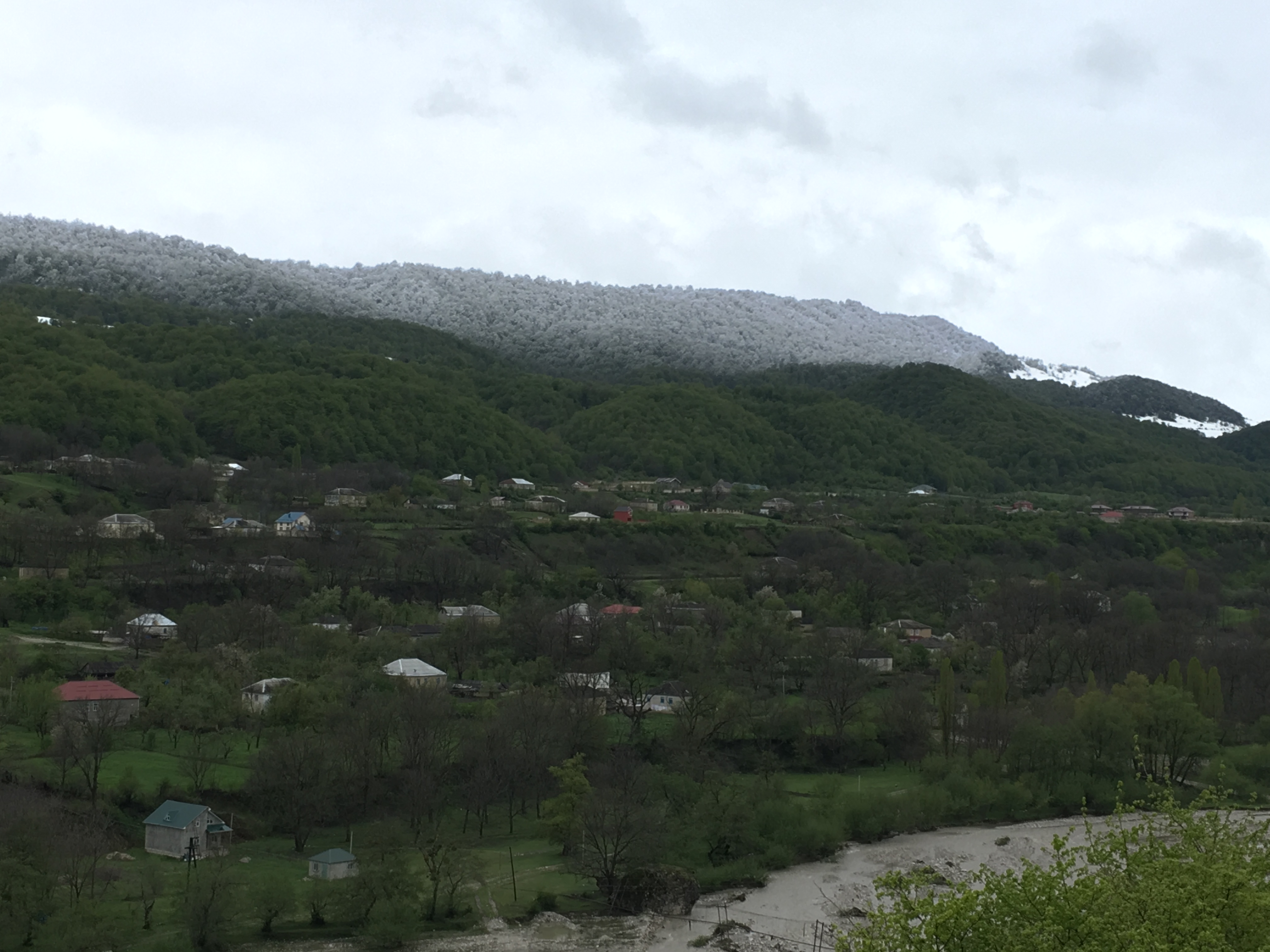